# Ivesia sabulosa
Ivesia sabulosa är en rosväxtart som först beskrevs av Marcus Eugene Jones, och fick sitt nu gällande namn av Karl Keck. Ivesia sabulosa ingår i släktet Ivesia och familjen rosväxter. Inga underarter finns listade i Catalogue of Life.